# Dasyhelea radialis
Dasyhelea radialis är en tvåvingeart som beskrevs av Edwards 1928. Dasyhelea radialis ingår i släktet Dasyhelea och familjen svidknott. Inga underarter finns listade i Catalogue of Life.